# Ибрагим Хаккы-паша
Ибрагим Хаккы-паша (тур. İbrahim Hakkı-paşa, 1863—1918) — великий визирь Османской империи.
Ибрагим Хаккы родился в Стамбуле в 1863 году, был сыном председателя городского совета Сакызлы Мехмед Ремзи-эфенди. В 1882 году окончил высшую школу гражданского управления «Мектеб-и Мюлькие», затем читал лекции в юридической школе. Потом он стал делать карьеру в государственных структурах, стал министром в правительстве Мехмед Камиль-паши. С 1908 по 1910 годы был послом Османской империи в Риме. 12 января 1910 года султан Мехмед V назначил его великим визирем, Ибрагим Хаккы пробыл на этом посту до 30 сентября 1911 года.
С 1915 года Ибрагим Хаккы стал послом Османской империи в Берлине. В 1916 у него родилась внучка, будущая археолог и олимпийская фехтовальщица Халет Чамбел. В 1917—1918 годах Ибрагим Хаккы-паша был членом Османской делегации на мирных переговорах в Брест-Литовске. Летом 1918 года умер в Берлине.